# 鼻棘星杜父魚
鼻棘星杜父魚，為輻鰭魚綱鮋形目杜父魚亞目杜父魚科的其中一種。目前已知分布於西北太平洋區日本神奈川縣外海，屬底棲性魚類，棲息深度達水深100公尺，體長可達5公分，生活習性不明。

## 擴展閱讀
維基物種上的相關：鼻棘星杜父魚